# Distrito de Calquis
El distrito de Calquis es uno de los trece que conforman la provincia de San Miguel, ubicada en el departamento de Cajamarca en el Norte del Perú.
Desde el punto de vista jerárquico de la Iglesia católica forma parte de la Diócesis de Cajamarca, sufragánea de la Arquidiócesis de Trujillo.

## Historia
El distrito fue creado mediante Ley N° 15465 del 19 de noviembre de 1965, en el primer gobierno del Presidente Fernando Belaúnde Terry. La Ley no precisa sus linderos sino los centros poblados que lo integran: Calquis, Cucshuro, El Cedro, Galpón, Garbancillo, La Colpa, La Chachacoma, La Dormida, La Totora, Lauchamud, Ricorco, San Lorenzo, Taulís y Valdivia.

## Geografía
Tiene una superficie de 339 km²

## Capital
Su capital es el poblado de Calquis.

## Población
la población de calquis es predominantemente rural, las cuales desarrollan actividades económicas como la agricultura y la ganadería, este último con mayor predominancia en el centro poblado menor de Taulís Playa, Taulís Calquis, Cushuro, Galpón, San Lorenzo. lugares Turísticos como el Ingenio, Mina Cushuro etc.

## Autoridades

### Municipales
- 2023 - 2026[3]
  - Alcalde: Gloer Cueva Ramírez, del Partido Somos Perú (SP)
  - Regidores: Tito Chavarry Mestanza (SP), Isaura Huaman Sanchez (SP), Wilmer Becerra Becerra (SP), Yamile Rodas Guerrero (SP), Gilmer Rigoberto Lingan Correa (Movimiento Frente Regional de Cajamarca).[4]

### Policiales
- Comisario:  PNP.

### Religiosas
- Diócesis de Cajamarca[5]
  - Obispo: Mons. José Carmelo Martínez Lázaro, OAR.

## Festividades
En el distrito de Calquis se desarrollan muchas actividades culturales, deportivas y religiosas costumbristas, las que dan color a este riconcito peruano olvidado mucho por sus autoridades entre ellas tenemos:
- Carnaval
- Aniversario de la creación política del distrito
- San José Patriarca y el Niño Jesús
- Señor de los Milagros (C.P.M Cedro)
- Todos los Santos
- Navidad